# Entfernet euch, ihr heitern Sterne
Entfernet euch, ihr heitern Sterne (« Éloignez-vous, belles étoiles ! ») (BWV Anh. 9), est une cantate anniversaire de Johann Sebastian Bach écrite pour célébrer l’anniversaire du roi Auguste II de Pologne et jouée pour lui sous la direction de Bach le lundi 12 mai 1727, sur la place du marché de Leipzig par des étudiants de l'université de la ville,. Cette cantate est la première que Bach a composé pour un anniversaire du souverain. On présenta également au roi le livret, écrit par Christian Friedrich Haupt.
La musique de cette cantate profane d'anniversaire est perdue,. Il a cependant été envisagé à partir du livret qui nous est parvenu que plusieurs mouvements de la Messe en si mineur en sont issus et une reconstruction de la cantate a été tentée en se servant de la messe.